# Daniel Chan
Daniel Chan Hiu-tung (cinese tradizionale: 陳曉東; cinese semplificato: 陈晓东; pinyin: Chén Xiǎodōng; jyutpig: Can4 Hiu2dung1; Hong Kong, 3 settembre 1975) è un cantante, compositore e attore cinese.
Ha debuttato come giovane talento nella scena musicale degli anni '90.

## Carriera
Dopo aver dato avvio alla carriera di cantante nel 1994, nel 1998 ha debuttato anche al cinema, nel film di Capodanno di Stephen Chow The Lucky Guy. Nel 2000 ha recitato nel film A War of No Desire, nel ruolo del fratello del personaggio interpretato dall'attore Francis Ng. Nello stesso anno, dopo la morte della sua manager storica Rebecca Leung, ha dato una svolta più seriosa e meno frivola al suo stile musicale.
La maggior popolarità come attore, tuttavia, gli deriva dal film del 2001 Feel 100% II, dal quale è stata tratta anche una serie televisiva intitolata Feel 100%.
Dopo essere stato assente dalle scene musicali per tre anni, Daniel Chan ha pubblicato agli inizi di settembre del 2011 il suo diciottesimo album studio, So Hot, che ha segnato il suo ritorno nell'industria musicale.

## Discografia

### Cantopop
| Anno | Titolo                                    |
| 1995 | 打開天空 / Open Up The Sky                |
| 1995 | Fly With Me                               |
| 1996 | 了解你的所有 / Understand Your Everything |
| 1996 | Sentimental Remix                         |
| 1996 | U R My Only Love                          |
| 1996 | Daniel Chan 1997                          |
| 1997 | 了解你的所有 / Care About Your Feelings   |
| 1997 | 心的接觸 / Heart Touch                    |
| 1997 | 心理游戲 / Mind Games                     |
| 1997 | Electric Joy EP                           |
| 1998 | AVCD                                      |
| 1998 | Holiday                                   |
| 2008 | Love Moments                              |

### Mandopop
| Anno | Titolo                                    |
| 1997 | 心有獨鐘 / The Heart Already Knows        |
| 1998 | 感覺貼心 / Close To Heart                 |
| 2003 | Perfect Love                              |
| 2008 | 星空夢遊 / Daniel Chan New Mandarin Album |
| 2011 | So Hot                                    |

## Filmografia

### Cinema
| Anno | Titolo                               | Ruolo                   |
| 1994 | Golden Gate                          | Cantante doo-wop        |
| 1996 | 虎度門 / Hu-Du-Men                   | Wang Wen Jun / 王文俊   |
| 1996 | 飛虎雄心2傲氣比天高 / I migliori     | Chan Xiao Tung / 陳曉東 |
| 1997 | 初戀無限TOUCH / First Love Unlimited | Shen Zhi Kang / 沈志康  |
| 1998 | 行運一條龍 / The Lucky Guy           | Li De Nan / 李得男      |
| 2000 | 愛與誠 / The War Named Desired       | Fang Long Jun / 方龍俊  |
| 2000 | Bad Boy特攻 / For Bad Boys Only      |                         |
| 2001 | 百分百感覺２ / Feeling 100% II       | Xu Le / 許樂            |
| 2001 | 蘋果咬一口 / Except a Miracle        | Chen Lan Yu / 陳藍雨    |
| 2002 | 停不了的愛 / Loving Him              | Xiao Dong / 小東        |
| 2002 | 我的美麗鄉愁 / Far From Home         | Jack                    |
| 2004 | 海角情緣 / Feroipenme-T              | Wen Shan / 文山         |
| 2010 | A面B面 / The Double Life             |                         |
| 2010 | 終極匹配 / The Perfect Match         | Lao Zhuai / 老拽        |
| 2010 | 愛情36計 / Ai Qing San Shi Liu Ji    |                         |
| 2011 | 幸存日 / Together                    |                         |

### Televisione
| Anno | Titolo                                          | Ruolo                  |
| 1996 | 殭屍福星 / Night Journey                        | Liang Dong / 梁東      |
| 2001 | 新楚留香 / The New Adventures of Chor Lau-heung | Imperatore / 皇帝      |
| 2002 | 百分百感覺 / Feel 100%                          | Jerry                  |
| 2002 | 百分百感覺之冬日戀曲 / Feel 100% II             | Jerry                  |
| 2003 | 男女字典 / 20/30 Dictionary                     |                        |
| 2004 | 倩女幽魂 / Eternity (A Chinese Ghost Story)     | Ning Cai Chen / 甯采臣 |
| 2004 | 一千個秋天 / Yi Qian Ge Qiu Tian                | Nan Feng / 南風        |
| 2005 | 香粉传奇 / Xiang Fen Chuan Qi                   | Lin Yi Ruo / 林一若    |
| 2006 | 海的誓言 / Hai De Shi Yan                       | Ou Yang Zheng / 歐陽正 |
| 2006 | 硯道 / Yan Dao                                  | Xiao Fei / 蕭飛        |
| 2007 | 聊齋奇女子 / The Fairies of Liaozhai            | Gu Xiang Ru / 顧相如   |
| 2011 | 拜金女王 / Material Queen                       | Yan Kai Ming / 嚴凱銘  |